# Eibergen
Eibergen (en bas saxon : Eibarge) est un village néerlandais dans la commune de Berkelland, en province de Gueldre. Le 1er janvier 2021, le village compte 11 210 habitants.
Eibergen est une commune indépendante jusqu'au 1er janvier 2005. À cette date, elle fusionne avec Borculo, Ruurlo et Neede pour former la nouvelle commune de Berkelland.

## Personnalités liées au village
- Menno ter Braak (1902-1940), écrivain et critique culturel, né à Eibergen ;
- Judith Pietersen (née en 1989), joueuse de volley-ball, née à Eibergen.